# 厚生新編
『厚生新編』（こうせいしんぺん）は、フランスの『家事百科辞典』のオランダ語訳本の日本語訳書。江戸幕府の蕃書和解御用により翻訳された。
文化8年（1811年）3月、将軍徳川家斉の命により、江戸幕府は浅草暦局内に蕃書和解御用という翻訳局を設け、蘭学者を動員して、フランス人ショメールによる百科事典『日用百科辞典』をシャルモがオランダ語訳した "Huishoudelijk Woordenboek" を日本語に重訳させた。この百科事典は蘭学者に重宝され、かなり輸入されたらしく、版によって7巻、8巻、16巻のものなどが残るが、幕府が翻訳させたのは1778年の7冊本であろうという。翻訳に当たったのは馬場貞由、大槻玄沢を主として、宇田川玄真、大槻玄幹、宇田川榕庵、小関三英、湊長安の7人で、いずれも一流の蘭学者であった。翻訳は文化8年から天保11年（1840年）まで約30年にわたっておこなわれ、訳稿は『厚生新編』として成るにしたがって幕府に献上され、70巻におよんだ。
翻訳は幕府の蕃書調所、開成所をへて、明治元年（1868年）に徳川将軍家が静岡にうつされると駿府学問所に移り、静岡学校を経て静岡県立葵文庫に伝わったが、昭和12年（1937年）に同文庫から出版された。翻訳は原書の日常生活関係の項目を選んで行ったらしく、初めから始めて S の部あたりで中止され、未完成である。
「ガス」「アルカリ」など、この書物から使われ始めて日本語に定着したとされる言葉も多い。